# Grand Union Flag

Le Grand Union Flag

Le Grand Union Flag, aussi connu sous les noms de Congress flag, the First Navy Ensign, the Cambridge Flag, et the Continental Colors, est traditionnellement considéré comme le premier drapeau national des États-Unis. Il était constitué de 13 bandes rouges et blanches accompagnées du drapeau britannique de l'époque (qui n'incluait pas la croix de Saint Patrick d'Irlande, diagonales rouges sur fond blanc) sur le canton.
Le drapeau fut hissé pour la première fois le 3 décembre 1775 par le lieutenant de la Continental Navy John Paul Jones sur l'Alfred, cependant on considère selon l'usage que c'est par les troupes de George Washington qu'il fut hissé pour la première fois le Jour de l'an de 1776 à Prospect Hill (Charlestown), près de ses quartiers généraux de Cambridge (Massachusetts). Cependant des études récentes menées par Peter Ansoff montrent que cet évènement serait improbable, puisque le drapeau aurait seulement été créé à Philadelphie en tant qu'enseigne navale. Même son nom serait une création du XIXe siècle.
Ce drapeau est, qui plus est, similaire à celui de la Compagnie anglaise des Indes orientales.

### Sources et bibliographie
- (en) Cet article est partiellement ou en totalité issu de l’article de Wikipédia en anglais intitulé « Grand Union Flag » (voir la liste des auteurs).
- Grand Union Flag sur le site de Flags of the World.
- (en) Peter Ansoff, The Flag on Prospect Hill.  Raven : A Journal of Vexillology, 13, 2006, p. 77–100,  (ISSN 1071-0043).
- (en) National Geographic, octobre 1917, p. 288